# 1722 en santé et médecine
| Années de la santé et de la médecine : 1719 - 1720 - 1721 - 1722 - 1723 - 1724 - 1725    |
| Décennies de la santé et de la médecine : 1690 - 1700 - 1710 - 1720 - 1730 - 1740 - 1750 |

Cet article présente les faits marquants de l'année 1722 en santé et médecine.

## Naissances
- 12 avril : Antoine Le Camus (mort en 1772), philosophe, médecin, auteur et journaliste français[1].
- 11 mai : Petrus Camper (mort en 1789), médecin, naturaliste et biologiste néerlandais[2].
- 19 novembre : Leopold Auenbrugger (mort en 1809), médecin et librettiste autrichien, considéré comme l'inventeur de la technique de la percussion lors de l'examen médical[3].

## Décès
- Août 1722 : Robert Sibbald (né en 1641), médecin, naturaliste et géographe écossais[4].